# 沃特福德 (英國國會選區)
沃特福德（英語：Watford），英國國會一自治市選區，包括英格蘭東部赫特福德郡沃特福德全部和三河區一部。始設於1885年。
本區1945年前多數支持保守黨，此後是保守黨和工黨輪流控制。2010年大選中保守黨的理查德·哈林顿以34.9%選票擊敗工黨的候選人。